# Rock urbano (México)
El rock urbano es un movimiento de rock y otros géneros musicales como el blues y el hard rock, principalmente de la Ciudad de México y su Área Metropolitana.

## Origen
El rock urbano mexicano comienza con la censura por parte del régimen de Gustavo Díaz Ordaz contra el género musical conocido como rock. En México existen grandes exponentes de este género, tal como Carlos Santana, quien migró hacia los Estados Unidos; adicionalmente, nombres como su maestro Javier Batiz o la banda "La revolución de Emiliano Zapata" tuvieron que dejar este género debido a la censura de los medios de comunicación, dando más difusión a baladistas y cantantes solistas de música pop románticas y folklóricas sin dar espacio al rock, siendo mal vistos los grupos de este género debido a la opinión pública. El rock urbano nace debido a que en los 80's los medios recibían de mejor manera a cantantes extranjeros como el argentino Miguel Mateos o al español Miguel Bosé, rechazando a su vez a los músicos mexicanos,  particularmente los roqueros.
Las grabaciones de rock urbano presentan a menudo deficiencias, tales como fallos de ecualización, entre otras debido a que no eran apoyadas por una disquera, sino que se grababan con los recursos del mismo intérprete, lo que hace una gran diferencia en la calidad del audio, más no en la calidad de su música, ya que a pesar de esto, el movimiento tuvo muchos seguidores.
Aunque existen muchos grupos, siendo los más representativos El Tri, Liran' Roll, Banda Bostik, Tex Tex, entre otros, se podría considerar a Rockdrigo González como el primer expositor importante del género[cita requerida] con canciones como Estación del Metro Balderas (que se daría a conocer con Heavy Nopal); dicho intérprete incluso cuenta actualmente con una escultura dentro de la estación del Metro Balderas en la Ciudad de México. Sin embargo mucho antes de que Rockdrigo González o Three Souls in My Mind, liderada por Álex Lora, existió una banda llamada Los Tepetatles donde participaron el cantautor y cronista Chava Flores, el intelectual, escritor y cronista Carlos Monsiváis, José Luis Cuevas, Alfonso Arau, Julian Bert y el entonces guitarrista de los Teen Tops, quienes crearon canciones parodiando a bandas como Rolling Stones, The Beatles y sentido crítico a la vida urbana, tal como lo es la canción Tlalocman.
Después de la proliferación del punk en México, inició una corriente de rock que se fusionaba con el blues, dando origen al llamado “rock urbano”, que se desarrolló fuera de los hoyos funkies. Su origen fue impulsado inicialmente por Álex Lora, conocido por ser el fundador de la banda Three Souls in my mind, que más adelante sería el TRI, banda que originó a los trisoleros, una contraparte de los punks, pues mientras que estos últimos eran considerados “agresivos”, “violentos” y “vagabundos”, los trisoleros eran más enfocados a la música blues y a crear anécdotas y momentos únicos.  
“Las tocadas urbanas –también llamadas toquines o tibiris– se hacían en bodegas, terrenos baldíos y algunos espacios más sui generis durante varios años. Con ello, los hoyos comenzaron poco a poco a desaparecer” .  
En el documental “En la periferia”, del año 2016, se habla en general de las bandas más influyentes del rock urbano, pero lo más importante, se habla de las tocadas o “toquines” como eventos en los cuales existe apertura para todo tipo de géneros de rock así como mezclas de géneros.

## Estructura musical
Se caracteriza por reinterpretar rock and roll, blues, hard rock, punk rock, blues rock, folk rock, heavy metal y el rock alternativo en inglés.y rhythm and blues de los años sesenta y setenta  Las letras del rock nacional son explícitas y en algunos casos, hay metáforas relacionadas con la ciudad, amor, desamor, discriminación, emigración, delincuencia, drogadicción, muerte, riñas colectivas, prostitución y abandono, son las temáticas recurrentes del género.
También en ocasiones algunos artistas del género han sacado covers de canciones comerciales pero siempre respetando el estilo con el cual se interpretan dando como resultado una retroadaptacion bastante ad hoc al ambiente del Rock nacional. Ejemplos de grupos como California Blues con la canción «Y cómo es él», Isis con «Pequeña y Frágil», Interpuesto con «Volveré» entre otras más que con el paso del tiempo se han convertido en clásicas del género. Se hizo muy común coverear clásicos de bandas extranjeras, por ejemplo la grabación del Tributo a Status Quo y su éxito «Twenty Wild Horses» versionado por el grupo Barrio Pobre con «Toda la Noche» y la versión de «Whatever you want» realizada por Oscar Paquinel con el título «Sonaba un avión», entre otros artistas. Inclusive varias canciones de Rockdrigo González han sido covereadas por otros artistas; las versiones más conocidos son las de Heavy Nopal.
Es conveniente mencionar que la disquera Discos y Cintas Denver presentó al mercado algunos tributos realizados por las mismas bandas que están con la disquera.

## Conciertos
En la Ciudad de México, prácticamente hay un concierto por semana de las bandas de Rock callejeras. En Estados Unidos se realizan conciertos a los que acuden inmigrantes mexicanos. Es de señalar el alto grado de gregarismo e identidad de los roqueros a sus sitios de reunión y formas organizativas. Ello en gran medida se mantiene como costumbre por la situación represiva vivida en México durante los gobiernos del PRI que prohibían este tipo de actos y los obligaba a realizarse en la clandestinidad.[cita requerida] Otro punto importante de reunión como el de otros grupos sociales regidos por la música como los punks o los darks es el Tianguis Cultural del Chopo.
Hoy, los conciertos de Rock se realizan por un grupo de empresarios dedicados a ello con infraestructura de sonido profesional en sitios como el Ex-Balneario Olímpico de Pantitlán, Ciudad de México; Salón La Alteña de Picacho Ajusco, Ciudad de México; Lienzo Charro de Tulpetlac, Estado de México; Centro Cívico de Ecatepec, Estado de México; Estadio México 86 en Ciudad Nezahualcóyotl, Estado de México; arena Adolfo López Mateos en Tlalnepantla, Estado de México y el Centro de Convenciones de Tlalnepantla, así como en campos de fútbol o plazas. Es singular e identificable el estilo de los carteles de estos conciertos, pegados con engrudo en bardas y postes de muchos sitios de la Ciudad de México.
Recientemente algunos grupos del género también han realizado pequeños conciertos en el Programa de televisión Animal Nocturno de TV Azteca (Canal 13) lo cual también ha contribuido a incrementar de manera leve la base de seguidores del mismo.

## Discos y cintas Denver
Artículo relacionado: Discos y Cintas Denver
Es una compañía mexicana de grabación y distribución de música, especializada en el género de Rock subterráneo, que tiene dentro su catálogo más de 400 discos en su haber con propuestas nuevas y underground del rock mexicano en todas sus variantes, así como de diversos géneros no tan difundidos comercialmente por empresas transnacionales en ese país.
Ha impulsando a la gran mayoría de grupos underground del medio roquero y de otros estilos musicales, dentro de su catálogo musical sirviendo como plataforma a nuevos grupos musicales con propuestas diferentes a las del mainstream o la radio nacional e internacional que transmiten en México.[cita requerida]

## Bandas de Rock urbano mexicanas
- Interpuesto
- Sam Sam
- Lira N' Roll
- Espécimen
- Tex Tex
- Banda Bostik
- Trolebús
- Luzbel
- Graffiti 3X
- Barrio Pobre
- Concreto
- Realidad Urbana
- El Haragán y Cia.
- Tres Vallejo
- Karatula Grupo
- Sur 16

y
- California Blues